# HD 895
Désignations
HD 895  est une étoile multiple de la constellation d'Andromède. Sa magnitude apparente est de 6,277, ce qui lui permet d'être observée à l'œil nu dans de bonnes conditions. Sur la base de la parallaxe mesurée par le satellite Hipparcos, le système est situé à 54 parsecs (180 années-lumière) de la Terre et il est composé de deux paires de binaires spectroscopiques différentes.

## Première paire
Sa composante primaire, désignée HD 895 A, est une géante jaune avec un type spectral de type G0III tandis que sa composante secondaire, HD 895 B, est une sous-géante avec un type spectral de type K2IV, de sorte qu'elles ont toutes deux quitté la phase évolutive de la séquence principale. Elles sont également toutes deux plus massives que le Soleil. La composante secondaire effectue une orbite autour de la composante primaire tous les 421 ans.

## Deuxième paire
C'est une binaire spectroscopique à raies doubles située à 18 secondes d'arc de la première paire, bien qu'avec une magnitude apparente de 10,37, elle soit trop faible pour être vue sans télescope. Elle n'a pas été reconnue comme une paire distincte dans le Bright Star Catalogue et le catalogue Henry Draper, elle porte donc la désignation de HD 895 C. Ce sont toutes deux des naines jaunes, avec les types spectraux G7V et G8V respectivement. Elles effectuent une orbite autour de leur centre de masse  tous les 6 jours environ.
Les données du satellite Gaia montrent toutefois que la paire formée par les étoiles de HD 895 C est située à une distance d'environ 152,8 pc (∼498 al) de la Terre,, ce qui est beaucoup plus loin que HD 895 A et B. Les deux paires peuvent donc ne pas être liées gravitationnellement.